# Bartolomeo Vitturi
Bartolomeo Vitturi (* um 1710?; † nach 1753) war ein italienischer Librettist.

## Leben
Über Vitturis Leben ist wenig bekannt. Zwischen 1731 und 1753 schrieb er für venezianische Opernhäuser 17 Libretti, die u. a. von Albinoni und Galuppi vertont wurden.

## Stil
Bis auf zwei Ausnahmen gehören Vitturis Libretti der Gattung der Opera seria an. Sie sind meist streng nach den Grundsätzen der arkadischen Reform gearbeitet und behandeln mit Vorliebe antike Stoffe, oft aus Persien oder dem Nahen Osten.

## Werke (Auswahl)
- L’Ardelinda (1732), vertont von Albinoni
- Tamiri (1734), vertont von Galuppi
- Candalide (1734), vertont von Albinoni
- Ergilda (1736), vertont von Galuppi
- Gli amori sfortunati d’Armido (Serenata, 1738), vertont von Galuppi
- Artamene (1741), vertont von Albinoni
- Armida (1746), vertont von Bertoni (zweimal) und Cherubini (als Armida abbandonata)
- Berenice (1748), vertont von Bertoni (Rezitative) und anderen (Arien)